# Winnikowo-Nikołajewka
Winnikowo-Nikołajewka (ros. Винниково-Николаевка) – wieś (ros. село, trb. sieło) w zachodniej Rosji, w sielsowiecie winnikowskim rejonu kurskiego w obwodzie kurskim.

## Geografia
Miejscowość położona jest nad rzeką Winogrobl (lewy dopływ Tuskara w dorzeczu Sejmu), 1 km od centrum administracyjnego sielsowietu (1-je Winnikowo), 15 km na północny wschód od centrum administracyjnego rejonu (Kursk), 11 km od drogi federalnej R-298 (Kursk – Woroneż – R22 «Kaspij»; część europejskiej trasy E38).
We wsi znajdują się 33 posesje.
Klimat
Miejscowość, jak i cały rejon, znajduje się w strefie klimatu kontynentalnego z łagodnym ciepłym latem i równomiernie rozłożonymi opadami rocznymi (Dfb w klasyfikacji klimatów Köppena).

## Demografia
W 2010 r. wieś zamieszkiwało 55 osób.